# Phare de Killock Shoal
Le phare de Killock Shoal (en anglais : Killock Shoal Light),  était un phare offshore situé à l'extrémité nord du chenal à l'ouest de Chincoteague dans le comté d'Accomack en Virginie.

## Historique
Ce phare a été érigé en 1886. À la différence des autres structures de screw-pile lighthouse de la région, la lanterne était placée à l’angle d’une petite maison carrée à ossature bois sur une plateforme. Il a été automatisé en 1923 et mis hors service en 1939 et a été remplacé par une tourelle en acier. La structure d'origine a été démolie.
Identifiant : ARLHS : USA-422.

### Lien connexe
- Liste des phares en Virginie